# MyTV
MyTV was het jeugdblok op VT4 dat vanaf 2 april 2007 Webcameraden opvolgde. Het programma omvat animatieseries en een jeugdjournaal die telkens voorafgegaan worden door filmpjes die de kijkers op internet zetten. Het programma werd vervangen door VT4 Kids op 21 december 2009.

## Programma's
MyTV zond de volgende tekenfilms uit. Vele tekenfilms kwamen eerder al op Webcameraden.
- A.T.O.M.
- Atomic Betty
- Bakugan Battle Brawlers
- Battle B-Daman
- Beestig leuk
- Ben 10
- Beyblade
- Beugelbekkie
- Cédric
- Codename: Kids Next Door
- Courage het bange hondje
- Dexter's Laboratory
- Eendenstad (Sitting Ducks)
- Fairly Odd Parents
- Fievel's American Tails[1]
- Foster's Home for Imaginary Friends
- Galactik Football
- Grim and Evil met De Grimmige Avonturen van Billy en Mandy en Evil Con Carne
- Horseland
- Jackie Chan Adventures
- JAM (jeugdjournaal met Vincenzo De Jonghe, Eline De Munck en Britt Van Marsenille)
- Maisy
- Martin Mystery
- Pokémon
- Shaman King
- Star Wars: The Clone Wars
- Team Galaxy
- The Backyardigans
- The Koala Brothers
- The Powerpuff Girls
- Totally Spies
- Transformers: Animated[2]
- What's with Andy
- Winx Club
- Yin Yang Yo!
- Yu-Gi-Oh!